# Selecție ne-naturală (Star Trek: Generația următoare)
"Unnatural Selection" este un episod din al doilea sezon al serialul științifico-fantastic „Star Trek: Generația următoare”. Scenariul este scris de John Mason și Mike Gray; regizor este Paul Lynch. A avut premiera la 30 ianuarie 1989.

## Prezentare
Nava Enterprise primește un apel S.O.S. de pe USS Lantree, unde toți membrii echipajului sunt găsiți morți, în aparență, din cauza vârstei înaintate. Cauza îmbătrânirii accelerate trebuie să fie identificată înainte ca oamenii de știință dintr-o colonie de cercetare să aibă parte de aceeași soartă.

## Vezi și
- 1989 în științifico-fantastic